# رومن کوریا
رومن کوریا (انگلیسی: Romain Correia؛ زادهٔ ۶ سپتامبر ۱۹۹۹) بازیکن فوتبال اهل پرتغال است.
وی همچنین در تیم‌های ملی فوتبال زیر ۱۸ سال پرتغال، Portugal national under-19 football team، و زیر ۲۰ سال پرتغال بازی کرده‌است.